# エルンスト・ペッピング
エルンスト・ペッピング（Ernst Pepping, 1901年9月12日 - 1981年2月1日）は、ドイツの作曲家。
デュースブルク出身。1922年から1926年にかけてベルリン音楽大学（現在のベルリン芸術大学）で作曲を学ぶ。1934年にはベルリンのシュパンダウ教会音楽学校で作曲と音楽理論を教えるようになり、人生の大半をそこで過ごした。さらに1935年から1938年と1947年から1968年までベルリン音楽大学の教会音楽と作曲の教授を務めた。ペッピングの作品の多くは称賛を受け、1961年にはベルリン自由大学から名誉博士号を受け取っている。
ペッピングはプロテスタント教会音楽家として多数のミサ曲・モテットを作曲している。それ以外にも3曲の交響曲（1932・1943・1949）、ピアノ協奏曲（1950）、管弦楽のための変奏曲（1949）、オルガン曲、ピアノ曲などの器楽曲がある。ベルリンのシュパンダウで死去。

## 文献
- Alfred Baumgartner: Musik des 20. Jahrhunderts. Kiesel-Verlag 1985, ISBN 3-7023-4005-X, Eintrag zu Ernst Pepping, S. 414f
- Anselm Eber: Ernst Pepping: Symphonien und Klavierkonzert. in: Beiheft zur CD CPO 777041-2, 2006
- Klaus D. Hüschen: Studien zum Motettenschaffen Ernst Peppings, herausgegeben von Klaus W. Niemöller. Bosse 1987, ISBN = 978-3-76492-342-6